# Goss Moor
Goss Moor (Lande de Goss) est une réserve naturelle nationale de Cornouailles, en Angleterre, à 12 kilomètres au sud-ouest de Bodmin, dans les paroisses civiles de St Dennis, St Columb Major, Roche et St Enoder. Il s'agit du plus large bourbier continu complexe du sud-ouest du Royaume-Uni et consiste en de nombreuses tourbières et landes. Avec la lande voisine à l'est, elle forme le Site d'intérêt scientifique particulier Goss And Tregoss Moors (Landes de Goss et Tregoss), ainsi que la Zone spéciale de conservation Breney Common and Goss and Tregoss Moors,.

## Histoire
Avant 1838, Davies Gilbert écrivit que le plat pays l'entourant (St Dennis) est détruit de la manière la plus efficace, ayant été retourné maintes et maintes fois jusqu'à la roche solide, dans ce qu'on appelle le streaming pour l'étain. Entre 1908 et 1916, le dragage fut utilisé pour l'exploitation minière de l'étain alluvial dans la lande. Le forage eut lieu entre 1908 et 1909 mais la position des puits ainsi que ce qu'ils contenaient ont été perdus. Approximativement 70 tonnes d'étain furent exploités et les dragues furent déplacées à Breney Common, Molinnis et Red Moor. La zone fut qualifiée de Site d'intérêt scientifique particulier en 1988.
Matthew Taylor, député de Truro et St Austell en Cornouailles de 1987 à 2010, choisit le titre de baron Taylor de Goss Moor lorsqu'il fut nommé pair à vie lors de la Dissolution Honours de 2010.

## Géographie

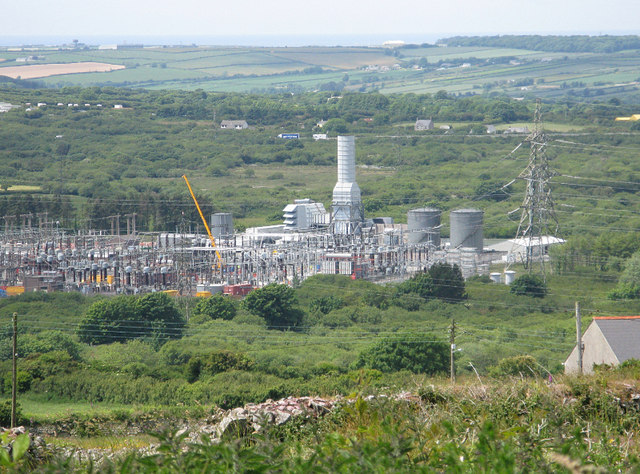
Centrale électrique d'Indian Queens

Goss Moor est à 12 kilomètres au sud-ouest de Bodmin et est supervisé par Castle an Dinas au nord, ainsi que l'église de St Dennis au nord. Le Fal prend sa source sur la lande au Pentivale et coule sur 17 kilomètres de la Manche à Carrick Roads. La route A30 traversait autrefois le milieu de Goss Moor. Elle fut un goulot d'étranglement majeur pour le trafic et avait fait l'objet d'une longue campagne d'expansion à laquelle il s'était fortement opposé. En fin 2004, une décision fut finalement prise et la route à deux fois deux voies menant au nord de la lande s'ouvrit le 25 juin 2007. La majeure partie de la route existante est désormais devenue une piste cyclable ayant ouverte le 11 mai 2008. L'Atlantic Coast Line entre Par et Newquay traverse également Goss Moor.

## Espèces rares
Goss Moor est le foyer d'un nombre d'espèces rares y compris :

### Plantes
- Cicendie filiforme (Cicendia filiformis)
- Lycopode des tourbières

### Invertébrés
- Agrion délicat
- Agrion joli

### Papillons
- Azuré de l'ajonc
- Damier des marais
- Petit collier argenté
- Pyrgus

### Hétérocères
- Sphinx bourdon
- Mythimna turca

Une étude de 2003 révéla douze différentes sous-communautés de Tourbières minérotrophes.